# Prémio Screen Actors Guild de melhor atriz em minissérie ou telefilme
O Prémio Screen Actors Guild para Melhor Atriz numa minissérie ou telefilme é dado pelo Screen Actors Guild para honrar a melhor atriz nessa categoria.

## Vencedoras e nomeadas

### Anos 1990
| - 1994: Joanne Woodward, Breathing Lessons - Diane Keaton, Amelia Earhart: The Final Flight - Cicely Tyson, Oldest Living Confederate Widow Tells All - Katharine Hepburn, One Christmas - Sissy Spacek, A Place for Annie - 1995: Alfre Woodard, The Piano Lesson - Sally Field, A Woman of Independent Means - Sela Ward, Almost Golden: The Jessica Savitch Story - Anjelica Huston, Buffalo Girls - Glenn Close, Serving in Silence: The Margarethe Cammermeyer Story - 1996: Kathy Bates, The Late Shift - Jena Malone, Bastard Out of Carolina - Anne Bancroft, Homecoming - Cicely Tyson, The Road to Galveston - Stockard Channing, A Unexpected Family | - 1997: Alfre Woodard, Miss Evers' Boys - Mare Winningham, George Wallace - Glenn Close, In the Gloaming - Sigourney Weaver, Snow White: A Tale of Terror - Faye Dunaway, The Twilight of the Golds - 1998: Angelina Jolie, Gia - Olympia Dukakis, More Tales of the City - Mary Steenburgen, About Sarah - Stockard Channing, The Baby Dance - Ann-Margret, Life of the Party: The Pamela Harriman Story - 1999: Halle Berry, Introducing Dorothy Dandridge - Kathy Bates, Annie - Judy Davis, A Cooler Climate - Sally Field, A Cooler Climate - Helen Mirren, The Passion of Ayn Rand |

### Anos 2000
| - 2000: Vanessa Redgrave, If These Walls Could Talk 2 - Sally Field, David Copperfield - Elizabeth Franz, Death of a Salesman - Judi Dench, The Last of the Blonde Bombshells - Stockard Channing, The Truth About Jane - 2001: Judy Davis, Life with Judy Garland: Me and My Shadows - Sissy Spacek, Midwives - Anjelica Huston, The Mists of Avalon - Angela Bassett, Ruby's Bucket of Blood - Emma Thompson, Wit - 2002: Stockard Channing, The Matthew Shepard Story - Helen Mirren, Door to Door - Vanessa Redgrave, The Gathering Storm - Uma Thurman, Hysterical Blindness - Kathy Bates, My Sister's Keeper - 2003: Meryl Streep, Angels in America - Mary-Louise Parker, Angels in America - Emma Thompson, Angels in America - Anne Bancroft, The Roman Spring of Mrs. Stone - Helen Mirren, The Roman Spring of Mrs. Stone - 2004: Glenn Close, The Lion in Winter - Patricia Heaton, The Goodbye Girl - Hilary Swank, Iron Jawed Angels - Charlize Theron, The Life and Death of Peter Sellers - Keke Palmer, The Wool Cap | - 2005: S. Epatha Merkerson, Lackawanna Blues - Tonantzin Carmelo, Into the West - Joanne Woodward, Empire Falls - Robin Wright Penn, Empire Falls - Cynthia Nixon, Warm Springs - 2006: Helen Mirren, Elizabeth I - Annette Bening, Mrs. Harris - Shirley Jones, Hidden Places - Cloris Leachman, Mrs. Harris - Greta Scacchi, Broken Trail - 2007: Queen Latifah, Life Support - Ellen Burstyn, For One More Day - Debra Messing, The Starter Wife - Anna Paquin, Bury My Heart at Wounded Knee - Vanessa Redgrave, The Fever - Gena Rowlands, What If God Were the Sun? - 2008: Laura Linney, John Adams - Laura Dern, Recount - Shirley Maclaine, Coco Chanel - Phylicia Rashād, A Raisin in the Sun - Susan Sarandon, Bernard and Doris - 2009: Drew Barrymore, Grey Gardens - Joan Allen, Georgia O'Keeffe - Ruby Dee, America - Jessica Lange, Grey Gardens - Sigourney Weaver, Prayers for Bobby |

### Anos 2010
| Ano  | Vencedoras e nomeadas | Minissérie ou telefilme                                   | Papel                                  |
| ---- | --------------------- | --------------------------------------------------------- | -------------------------------------- |
| 2010 | Claire Danes          | Temple Grandin                                            | Temple Grandin                         |
| 2010 | Catherine O'Hara      | Temple Grandin                                            | Tia Ann                                |
| 2010 | Julia Ormond          | Temple Grandin                                            | Eustacia                               |
| 2010 | Winona Ryder          | When Love Is Not Enough: The Lois Wilson Story            | Lois Wilson                            |
| 2010 | Susan Sarandon        | You Don't Know Jack                                       | Janet Good                             |
| 2011 | Kate Winslet          | Mildred Pierce                                            | Mildred Pierce                         |
| 2011 | Diane Lane            | Cinema Verite                                             | Pat Loud                               |
| 2011 | Maggie Smith          | Downton Abbey                                             | Violet, Condessa de Grantham           |
| 2011 | Emily Watson          | Appropriate Adult                                         | Janet Leach                            |
| 2011 | Betty White           | The Lost Valentine                                        | Caroline Thomas                        |
| 2012 | Julianne Moore        | Game Change                                               | Sarah Palin                            |
| 2012 | Nicole Kidman         | Hemingway & Gellhorn                                      | Martha Gellhorn                        |
| 2012 | Charlotte Rampling    | Restless                                                  | Eva Delectorskaya                      |
| 2012 | Sigourney Weaver      | Political Animals                                         | Elaine Barrish Hammond                 |
| 2012 | Alfre Woodard         | Steel Magnolias                                           | Ouiser                                 |
| 2013 | Helen Mirren          | Phil Spector                                              | Linda Kenney Baden                     |
| 2013 | Angela Bassett        | Betty & Coretta                                           | Coretta Scott King                     |
| 2013 | Helena Bonham Carter  | Burton & Taylor                                           | Elizabeth Taylor                       |
| 2013 | Holly Hunter          | Top of the Lake                                           | G.J.                                   |
| 2013 | Elisabeth Moss        | Top of the Lake                                           | Robin Griffin                          |
| 2014 | Frances McDormand     | Olive Kitteridge                                          | Olive Kitteridge                       |
| 2014 | Ellen Burstyn         | Flowers in the Attic                                      | Olivia Foxworth                        |
| 2014 | Maggie Gyllenhaal     | The Honourable Woman                                      | Nessa Stein, Baroness Stein of Tilbury |
| 2014 | Julia Roberts         | The Normal Heart                                          | Dr. Emma Brookner                      |
| 2014 | Cicely Tyson          | The Trip to Bountiful                                     | Mrs. Carrie Watts                      |
| 2015 | Queen Latifah         | Bessie                                                    | Bessie Smith                           |
| 2015 | Nicole Kidman         | Grace of Monaco                                           | Grace Kelly                            |
| 2015 | Christina Ricci       | The Lizzie Borden Chronicles                              | Lizzie Borden                          |
| 2015 | Susan Sarandon        | The Secret Life of Marilyn Monroe                         | Gladys Monroe Mortenson                |
| 2015 | Kristen Wiig          | The Spoils Before Dying                                   | Delores O'Dell                         |
| 2016 | Sarah Paulson         | The People v. O.J. Simpson                                | Marcia Clark                           |
| 2016 | Bryce Dallas Howard   | Black Mirror                                              | Lacie Pound                            |
| 2016 | Felicity Huffman      | American Crime                                            | Leslie Graham                          |
| 2016 | Audra McDonald        | Lady Day at Emerson's Bar and Grill                       | Billie Holiday                         |
| 2016 | Kerry Washington      | Confirmation                                              | Anita Hill                             |
| 2017 | Nicole Kidman         | Big Little Lies                                           | Celeste Wright                         |
| 2017 | Laura Dern            | Big Little Lies                                           | Renata Klein                           |
| 2017 | Reese Witherspoon     | Big Little Lies                                           | Madeline Martha McKenzie               |
| 2017 | Jessica Lange         | Feud: Bette and Joan                                      | Joan Crawford                          |
| 2017 | Susan Sarandon        | Feud: Bette and Joan                                      | Bette Davis                            |
| 2018 | Patricia Arquette     | Escape at Dannemora                                       | Tilly Mitchell                         |
| 2018 | Amy Adams             | Sharp Objects                                             | Camille Preaker                        |
| 2018 | Patricia Clarkson     | Sharp Objects                                             | Adora Crellin                          |
| 2018 | Penélope Cruz         | The Assassination of Gianni Versace: American Crime Story | Donatella Versace                      |
| 2018 | Emma Stone            | Maniac                                                    | Annie Landsberg                        |
| 2019 | Michelle Williams     | Fosse/Verdon                                              | Gwen Verdon                            |
| 2019 | Patricia Arquette     | The Act                                                   | Dee Dee Blanchard                      |
| 2019 | Joey King             | The Act                                                   | Gypsy Rose Blanchard                   |
| 2019 | Toni Collette         | Unbelievable                                              | Det. Grace Rasmussen                   |
| 2019 | Emily Watson          | Chernobyl                                                 | Ulana Khomyuk                          |

### Anos 2020
| Ano  | Vencedoras e nomeadas | Minissérie ou telefilme                    | Papel                      |
| ---- | --------------------- | ------------------------------------------ | -------------------------- |
| 2020 | Anya Taylor-Joy       | The Queen's Gambit                         | Beth Harmon                |
| 2020 | Cate Blanchett        | Mrs. America                               | Phyllis Schlafly           |
| 2020 | Michaela Coel         | I May Destroy You                          | Arabella Easiest           |
| 2020 | Nicole Kidman         | The Undoing                                | Grace Fraser               |
| 2020 | Kerry Washington      | Little Fires Everywhere                    | Mia Warren                 |
| 2021 | Kate Winslet          | Mare of Easttown                           | Marianne "Mare" Sheehan    |
| 2021 | Jean Smart            | Mare of Easttown                           | Helen Fahey                |
| 2021 | Jennifer Coolidge     | The White Lotus                            | Tanya McQuoid              |
| 2021 | Cynthia Erivo         | Genius: Aretha                             | Aretha Franklin            |
| 2021 | Margaret Qualley      | Maid                                       | Alexandra "Alex" Russell   |
| 2022 | Jessica Chastain      | George & Tammy                             | Tammy Wynette              |
| 2022 | Emily Blunt           | The English                                | Cornelia Locke             |
| 2022 | Julia Garner          | Inventing Anna                             | Anna Sorokin / Anna Delvey |
| 2022 | Niecy Nash            | Dahmer – Monster: The Jeffrey Dahmer Story | Glenda Cleveland           |
| 2022 | Amanda Seyfried       | The Dropout                                | Elizabeth Holmes           |
| 2023 | Ali Wong              | Beef                                       | Amy Lau                    |
| 2023 | Bel Powley            | A Small Light                              | Miep Gies                  |
| 2023 | Uzo Aduba             | Painkiller                                 | Edie Flowers               |
| 2023 | Kathryn Hahn          | Tiny Beautiful Things                      | Clare Pierce               |
| 2023 | Brie Larson           | Lessons in Chemistry                       | Elizabeth Zott             |
| 2024 | Jessica Gunning       | Baby Reindeer                              | Martha Scott               |
| 2024 | Cate Blanchett        | Disclaimer                                 | Catherine Ravenscroft      |
| 2024 | Lily Gladstone        | Under the Bridge                           | Cam Bentland               |
| 2024 | Cristin Milioti       | The Penguin                                | Sofia Falcone              |
| 2024 | Jodie Foster          | True Detective: Night Country              | Liz Danvers                |
| 2024 | Kathy Bates           | The Great Lillian Hall                     | Edith Wilson               |